# Срђан Миловановић
Срђан Миловановић (Ниш, 6. октобар 1966) је српски предузетник.

## Биографија
Миловановић је власник предузећа Kopernikus Corporation од 1998. године, заједно са својим братом Звезданом, високим функционером владајуће политичке странке Српска напредна странка у Нишу. Године 2009. је основао и издавачку кућу KCN Records која је први албум издала певачици Јовани Типшин, Миловановићевој тадашњој девојци.